# Verwaltungsgemeinschaft Schnaudertal
In der Verwaltungsgemeinschaft Schnaudertal waren die Gemeinden Bröckau, Droßdorf, Geußnitz, Heuckewalde, Kayna, Wittgendorf und Würchwitz im sachsen-anhaltischen Burgenlandkreis zusammengeschlossen. Am 1. Januar 2005 wurde sie aufgelöst, indem die Gemeinden Geußnitz, Kayna und Würchwitz mit der bis dato verwaltungsgemeinschaftsfreien Stadt Zeitz und der Verwaltungsgemeinschaft Maibach-Nödlitztal die Verwaltungsgemeinschaft Zeitzer Land bildeten. Die restlichen Gemeinden wurden der Verwaltungsgemeinschaft Droyßiger-Zeitzer Forst zugeordnet.